# 紫角樱蛤
紫角樱蛤（学名：Angulus psammotellus），是帘蛤目樱蛤科角樱蛤属的一种。主要分布于中国大陆，常栖息在岸边冲积物中。